# Favipiravir
Le favipiravir, ou T-705, est une pyrazine organofluorée produite par la société japonaise Toyama Chemical et utilisée comme antiviral contre les virus à ARN, notamment les orthomyxovirus (dont les différents virus de la grippe), le virus du Nil occidental, le virus de la fièvre jaune, le virus de la fièvre aphteuse (en) ainsi que d'autres flavivirus, arénavirus, bunyavirus, alphavirus, et peut être contre le coronavirus SARS-CoV-2 responsable de la pandémie de maladie à coronavirus de 2019-2020. Autorisé sur le marché en janvier 2014, le Favipiravir est autorisé au Japon pour lutter contre les pandémies grippales en tant que médicament essentiel. Fujifilm Toyama Chemical a autorisé l'entreprise pharmaceutique chinoise Zhejiang Hisun à produire ce médicament en République populaire de Chine, et en 2019, après l’expiration du brevet en Chine continentale,  d’autres fabricants ont également commencé à produire ce médicament (médicament générique).

## Caractéristiques
Le favipiravir, ou T-705, est une pyrazine organofluorée.
On pense qu'il agit par inhibition sélective de l'ARN polymérase ARN-dépendante de ces virus, car il n'interagit ni avec la transcription de l'ADN en ARN ni avec la réplication de l'ADN dans les cellules de mammifères.

## Législation
En 2014, le Japon approuve le Favipiravir pour le traitement de souches virales résistantes aux antiviraux existants. La société Toyama Chemical espérait initialement en faire un médicament qui pourrait concurrencer le Tamiflu. Cependant, les expériences sur animaux ont révélé son potentiel tératogène sur le fœtus. L'accord pour la production par le Ministère de la Santé du Japon a alors été considérablement retardé et limité aux cas d'urgence au Japon.
En mars 2015 aux États-Unis, la Food and Drug Administration achève son étude clinique de phase III concernant la sécurité et l'efficacité du Favipiravir dans le traitement de la grippe.
En mars 2015 en Chine, l'antiviral est approuvé sous le nom de Favilavir, également pour le traitement de la grippe. En février 2020, l'agrément est étendu pour des essais cliniques concernant le traitement du COVID-19, à la suite de résultats prometteurs dans le traitement de cette maladie et avec des effets secondaires minimes. Le médicament générique est fabriqué en Chine par l'entreprise pharmaceutique Zhejiang Hisun.
Le 22 mars 2020, l'Italie approuve l'usage expérimental du Favipiravir dans le traitement contre le COVID-19. Des essais cliniques démarrent alors dans les trois régions les plus affectées par l'épidémie : la Lombardie, la Vénétie et l'Émilie-Romagne. Cependant, l'Agence Italienne de Pharmacie prend la peine de prévenir la population que les preuves de son efficacité dans ce cas sont encore rares et préliminaires.
Le 30 mai 2020, le Ministère russe de la santé a approuvé une version générique de favipiravir nommée Avifavir. Un autre médicament appelé Coronavir, produit et vendu par l'entreprise pharmaceutique russe R-Pharm, est approuvé pour une utilisation dans les hôpitaux russes en juillet 2020, et pour les patients en consultations externes en septembre 2020.

## Usages médicaux
Deux études publiées au printemps 2014 ont indiqué que cette molécule avait été testée avec succès contre la maladie à virus Ebola sur des souris, et s'était montrée efficace même lorsqu'elle était administrée six jours après l'exposition de ces animaux au virus,.
Un essai clinique a été lancé en Guinée le 17 décembre 2014 pour tester son efficacité sur l'homme.
En mars 2020, alors que sévit une pandémie de COVID-19, l'OMS envisage d'inclure le favipiravir dans son essai clinique mondial, appelé Solidarity, pour évaluer son efficacité contre le SARS-CoV-2 chez l'humain, alors qu'au même moment deux études menées à Shenzhen et Wuhan en Chine donnent des premiers résultats favorables en ce sens. Il y a néanmoins des contre-indications concernant les femmes enceintes du fait de possibles malformations du fœtus. Il semble également fonctionner moins bien lorsque le virus s'est déjà multiplié selon le ministère japonais de la Santé.
Un essai de phase 2 en double aveugle, randomisé, contrôlé par placebo ne supporte pas l'utilisation du favipiravir aux doses couramment utilisées, chez les patients ambulatoires atteints de COVID-19 non compliqué.
Une revue systématique et une méta-analyse d'essais contrôlés randomisés sur un traitement à base de favipiravir n'ont pas rapporté de bénéfice supplémentaire significatif pour les patients atteints de COVID-19.

## Effets secondaires
Il existe des preuves que l'utilisation pendant la grossesse peut être nocive pour le bébé. Des effets tératogènes et embryotoxiques ont été mis en évidence sur quatre espèces animales,.